# Guadua incana
Guadua incana är en gräsart som beskrevs av Ximena Londoño. Guadua incana ingår i släktet Guadua och familjen gräs. Inga underarter finns listade i Catalogue of Life.